# Aeroport Internacional de Niue
L'Aeroport Internacional de Niue (codi IATA: IUE, codi OACI: NIUE), també conegut com Aeroport Internacional de Hanan, és un aeroport internacional que dona servei a la nació illenca de Niue. Es troba a prop del poble d'Alofi, i només és operat per Air New Zealand, que hi fa ruta des d'Auckland dos cops per setmana, sortint d'Auckland els dimarts i diumenges, i sortint de Niue els dilluns i divendres.
L'any 1947, es van proposar inicialment pland per a un camp d'aviavió, però no van tirar endavant. L'any 1964 l'Assemblea de Niue va demanar al govern de Nova Zelanda la construcció d'un aeroport, i es va fer una enquesta sobre la seva ubicació. Originalment es va planificar un aeròdrom d'emergència, però com a resultat de l'enquesta els plans es van ampliar a un aeròdrom complet on avions comercials de turbohèlice hi fossin capaços d'operar. De la construcció se n'ocuparia l'Exèrcit de Nova Zelanda. La construcció va començar l'any 1968, amb personal del Ministeri d'Obres de Nova Zelanda supervisant els treballadors niueans del Departament d'Obres Públiques. El finançament va se proporcionat pel govern de Nova Zelanda. L'aeroport tenia inicialment una pista d'aterratge de 5400 peus de longitud.
L'aeroport va rebre el seu primer vol el desembre de 1970, i els seus primers passatgers comercials el juliol de 1971. Va ser obert formalment el novembre de 1971. Inicialment hi operaven les aeronaus Hawker Siddeley HS 748 i Fokker F.27 Friendship de Polynesian Airlines des de Fiji, però no directament des de Nova Zelanda. La pista d'aterratge va ser millorada l'any 1981, fet que va permetre l'ús del Boeing 737 en vols directes a Auckland aquell mateix any. De 1990 a 1992, va ser la base de l'avui desaspareguda aerolínia Niue Airline.
L'aeroport també rep el nom de Ralph Hanan, qui va ser ministre d'Afers Illencs del govern de Nova Zelanda.

## Aerolínies i destinacions
| Aerolínies      | Destinacions |
| --------------- | ------------ |
| Air New Zealand | Auckland     |